# Nadan Vidošević
Nadan Vidošević (ur. 30 stycznia 1960 w Splicie) – chorwacki polityk i działacz gospodarczy, parlamentarzysta, minister gospodarki w latach 1993−1995, prezes Chorwackiej Izby Gospodarczej od 1995 do 2013. Kandydat w wyborach prezydenckich w 2009.

## Życiorys
Urodził się w 1960 w Splicie, gdzie w 1984 ukończył ekonomię na miejscowym uniwersytecie. W latach 1984−1993 pracował w Dalmacijacement, przedsiębiorstwie produkującym materiały budowlane. W 1990 został jej dyrektorem generalnym.
W wyniku wyborów do Izby Żupanii z lutego 1993 dostał się do wyższej izby parlamentu (zlikwidowanej w 2001) z listy Chorwackiej Wspólnoty Demokratycznej (HDZ), reprezentując żupanię splicko-dalmatyńską. W izbie objął funkcję przewodniczącego komisji rządu lokalnego, gospodarki i finansów. Od 4 maja 1993 do 4 lutego 1994 zajmował stanowisko żupana żupanii splicko-dalmatyńskiej. Od 12 października 1993 do 18 września 1995 pełnił funkcję ministra gospodarki w rządzie premiera Nikicy Valenticia. W 1995 został prezesem Chorwackiej Izby Gospodarczej, kierował tą instytucją do 2013.
W latach 1992−1995 zajmował stanowisko prezesa klubu piłkarskiego Hajduk Split, w latach 1993−1995 był prezesem stowarzyszenia zrzeszającego kluby pierwszej ligi chorwackiej w piłce nożnej, a od 1995 do 1996 prezesem Chorwackiego Związku Piłki Nożnej.
We wrześniu 2009 ogłosił swój start w wyborach prezydenckich w grudniu 2009 jako kandydat niezależny. W swoim programie wyborczym zapowiedział poprawę komunikacji między prezydentem, premierem i bankiem centralnym, walkę z korupcją oraz działania na rzecz wzmocnienia gospodarki, w tym podejmowanie ich przez służby dyplomatyczne i wywiadowcze. W wyborach zajął 4. miejsce, zdobywając 11,33% głosów poparcia.
W listopadzie 2013 został tymczasowo aresztowany w sprawie zdefraudowania blisko 33 milionów kun z funduszy Chorwackiej Izby Gospodarczej. Zwolniono go w kwietniu 2014.
Nadan Vidošević jest żonaty, ma troje dzieci.